# St. Peter und Paul (Bubach am Forst)

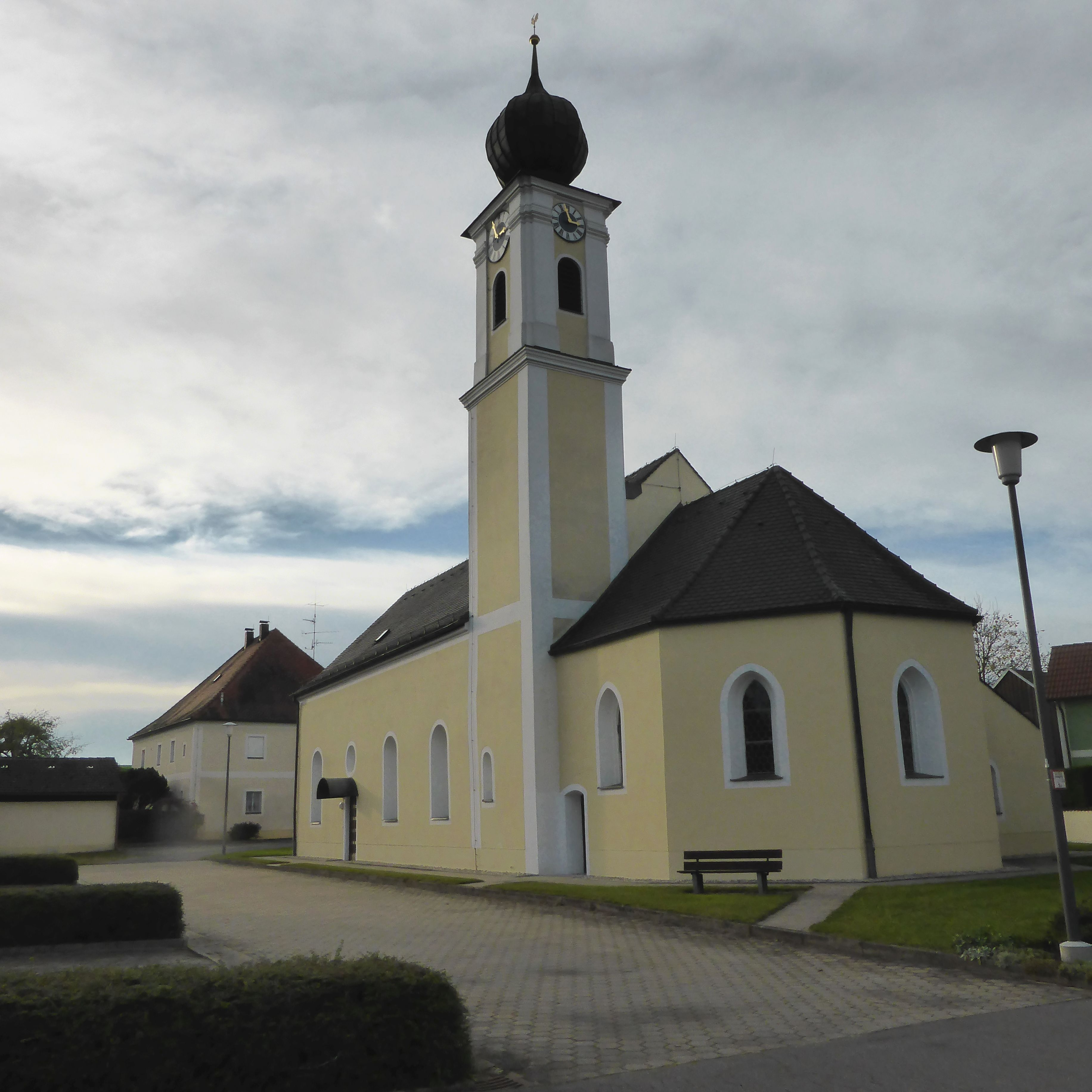
St. Peter und Paul (Bubach am Forst)

Die römisch-katholische, denkmalgeschützte Expositurkirche St. Peter und Paul steht in Bubach am Forst, einem Weiler der Gemeinde Holzheim am Forst im Landkreis Regensburg in Bayern. Sie gehört zum Bistum Regensburg. Das Bauwerk ist unter der Denkmalnummer D-3-75-153-7 als Baudenkmal in die Bayerische Denkmalliste eingetragen.

## Beschreibung
Die im Kern spätromanische Saalkirche wurde in der zweiten Hälfte des 15. Jahrhunderts um den eingezogenen, dreiseitig geschlossenen Chor im Osten erweitert. Sie besteht aus einem Langhaus, das 1890 um die Tiefe der Emporen verlängert wurde und dessen Wände erhöht wurden, und einem mit einer Zwiebelhaube bedeckten Kirchturm, der in die südöstliche Ecke des Langhauses einbezogen wurde. Sein mit Pilastern an den Ecken geschmücktes oberste Geschoss beherbergt die Turmuhr und den Glockenstuhl, in dem vier Kirchenglocken hängen.
Der Innenraum des Langhauses ist mit einer Flachdecke überspannt. Die Wand- und Deckenmalerei hat 1939 Ludwig Magnus Hotter gestaltet. Der Innenraum des Chors ist mit einem Netzgewölbe überspannt, das Erdgeschoss des Kirchturms mit einem Tonnengewölbe. Auf dem Altarretabel des Hochaltars sind die Apostel Petrus und Paulus dargestellt. Das Taufbecken stammt aus dem frühen 15. Jahrhundert, ebenso das mit einem Wimperg bedeckte Sakramentshaus im Chor. Die Orgel wurde 1993 von August Hartmann gebaut.
Das Jahresringlabor Hoffman, Nürtingen, stellte 2017 durch eine dendrochronologische Baualtersbestimmung fest, dass die ältesten Hölzer der Kirche einen Wachstumszeitraum von 1380 bis 1483 ohne Waldkante besitzen. Daraus kann man schließen, dass sie um 1484 bis 1490 gefällt und, wie üblich zu dieser Zeit, sofort verarbeitet worden sind.

## Belege
1. ↑  Information zu den Glocken

Koordinaten: 49° 8′ 42″ N, 12° 1′ 21,2″ O